# Mustafa Barghútí
Mustafa Barghútí (arabsky مصطفى البرغوثي‎), * 1. ledna 1954) je palestinský politik, aktivista a lékař. V roce 2002 spoluzakládal politickou stranu Palestinská národní iniciativa (známou jako al-Mubádara), které je lídr. Angažuje se také v neziskové organizaci Palestinské lékařské pomocné sdružení. V roce 2006 byl zvolen do Palestinské legislativní rady. Roku 2007 byl palestinským ministrem pro informace. Je členem vedení Organizace pro osvobození Palestiny. Obhajuje nenásilný odpor a aktivity občanské neposlušnosti v protestu proti izraelské okupaci palestinských území.
V roce 2010 byl nominován na Nobelovu cenu za mír. Nominovala ho její laureátka Mairead Maguireová.

## Život

### Dětství a studia
Narodil se v roce 1954 v Jeruzalémě. Jeho rodina pochází z Rámaláhu, kde také vyrůstal. Jeho otec pracoval coby městský inženýr v Al-Bíře. Mustafa Barghútí o své rodině později říkal, že byla vždy velmi politická a aktivistická. Odkazoval se již ke svým předkům, kteří byli v době britské mandátní Palestiny za protesty uvězněni. Myšlení svých rodičů, které ho formovalo, označil za internacionalistické a progresivní. Větší důraz byl soustředěn na kritiku sociálních nerovností, než v Palestině obvyklejší nacionalismus.
Později uvedl, že jeho život zásadně ovlivnila šestidenní válka z roku 1967. V jejím důsledku byla palestinská území dobyta Izraelem a následně okupována. Podle vlastních slov v té době začal cítit nutnost bojovat proti útlaku a okupaci. Nicméně stále se nehlásil k nacionalistickému smýšlení o konfliktu.
V letech 1971 až 1978 úspěšně vystudoval v Moskvě medicínu.
Do Palestiny se vrátil v roce 1978 a nastoupil coby doktor se specializací na vnitřní lékařství a kardiologii na jeruzalémskou nemocnici. V téže době se angažoval v palestinském komunistickém hnutí. Po podepsání dohod z Camp Davidu ze září 1978 došel k závěru, že se Palestinci nemohou spolehnout „ani na Egypt, ani Sýrie, ani jiný stát, ale jen sami na sebe“. Během svého působení v nemocnici s několika kolegy založili neziskovou organizaci Palestinské lékařské pomocné sdružení. Ta postupně vytvořila síť mobilních klinik na okupovaných palestinských územích. Během jedné z lékařských služeb byl v roce 1996 postřelen izraelským odstřelovačem, když poskytoval pomoc zraněnému civilistovi.
Barghútí se také dále vzdělával a získal titul MSc. v oboru Obchodní administrativa a management na Stanfordově univerzitě.

### Politická kariéra
Po obnovení Palestinské komunistické strany v roce 1982 se rychle dostal do její vedení a v letech 1998 až 2002 byl jejím spolupředsedou. V roce 1996 za stranu kandidoval v prvních všeobecných volbách, ale neuspěl.
V roce 1991 se coby delegát účastnil Madridské konference, která byla jedním z pokusů o ukončení izraelsko-palestinského konfliktu. V roce 1993, po přijetí dohod z Osla, uvedl, že šlo o „technickou a politickou pohromu“, která „byla vyjednána za zády palestinské delegace z Madridu“. Následně se stal kritikem nejen Izraele, ale také nové Palestinské autonomie, která se podle něj stala „novým a nákladným hlídačem“, který měl ambici „kontrolovat životy Palestinců“.
V roce 2002 on, Hajdar Abdel-Šáfi, Ibráhím Dakkak a Edward Said založili politickou stranu Palestinská národní iniciativa (známou jako al-Mubádara). Strana měla být reformistickou snahou o vytvoření inkluzivní alternativy k Organizaci pro osvobození Palestiny a k islamistickému Hamásu. Barghútí uvedl, že myšlenka na založení nové strany vznikla v roce 2000, při vypuknutí druhé intifády, kdy Barghútí a jeho okruh chápali povstání coby akt boje za nezávislost, zatímco Hamás povstání označil za náboženské. Podle jeho názoru vedení Palestinské komunistické strany nekladlo na vymezení se proti tomu dostatečný důraz a tak vznikla potřeba nové politické strany. V roce 2000 také vydali první manifest strany, který předkládal požadavek sekularizovaného nenásilného a demilitarizovaného povstání. Strana po svém oficiálním vzniku v roce 2002 držela program vymezování se proti izraelské okupaci, požadavku na samostatný stát, podpory práva palestinských uprchlíků na návrat do vlasti, propuštění zadržených Palestinců, podpory občanské společnosti a propagace demokracie.
Barghútí stranu popsal coby demokratickou koalici otevřenou levicově orientovaným a sekulárním občanským platformám (například odborům, organizacím za ženská práva, organizacím občanské společnosti apod.). Organizace nesměly mít vazby na Hamás nebo Palestinskou autonomii.
V lednu 2003 byl po tiskové konferenci ve Východním Jeruzalémě zadržen a obviněn z rušení pořádku a ilegálního vstupu do města. Po několika dnech byl propuštěn. Podle svých slov byl během výslechu bit a bylo mu způsobeno zranění kolene a hlavy. V lednu 2006 byl znovu zadržen během předvolební kampaně ve Východním Jeruzalémě.
V listopadu 2004 oznámil, že bude kandidovat v prezidentských volbách plánovaných na leden 2005. Ty se konaly během druhé intifády kvůli smrti předchozího prezidenta Jásira Arafata. Rychle se vyprofiloval jako hlavní soupeř Arafatova nástupce z Fatahu, Mahmúda Abbáse. Ve svém programu vsadil na změnu a boj proti korupci. Současně požadoval stažení izraelských vojsk z okupovaného Pásma Gazy. Ve volbách skončil na druhém místě se ziskem 20 % hlasů.
V roce 2012 uvedl, že byl během protestu v Betlémě při příležitosti palestinského svátku dne půdy zasažen granátem se slzným plynem a poraněn na hlavě.
Po vypuknutí války Izraele s Hamásem v říjnu 2023 zopakoval, že je proti projevům násilí na civilistech. Řekl, že je proti násilí na všech civilistech, izraelských i palestinských. Vůči zabitým projevil soustrast. Současně odsoudil útok Hamásu i jeho hrozby zabití rukojmí. Naopak podpořil příměří a výměnu vězňů. Jeho lékařská nezisková organizace během humanitární krize v Pásmu Gazy poskytovala zdravotní péči. V průběhu války a po zhoršení humanitární situace Barghútí uvedl, že izraelská armáda páchá v Pásmu Gazy etnickou čistku. Dále obvinil Spojené státy americké, že svou nekritickou vojenskou pomocí Izraeli napomáhají masakru Palestinců. Později dodal, že „bez vojenské podpory Spojených států amerických by Izrael nemohl dále udržet apartheid a konat genocidu Palestinců“. V roce 2024 zopakoval, že věří v mírové řešení konfliktu, ve kterém Palestinci získají vlastní stát bez okupace Izraelem.

### Osobní život
Barghútí je ženatý s Ritou Giacaman, která je profesorkou na univerzitě v Bírzeit. Jejich dcera Dia Barghútí studuje doktorské studium na Londýnské univerzitě.
Je vzdáleným bratrancem politika Marwána Barghútího.